# Alelopatie

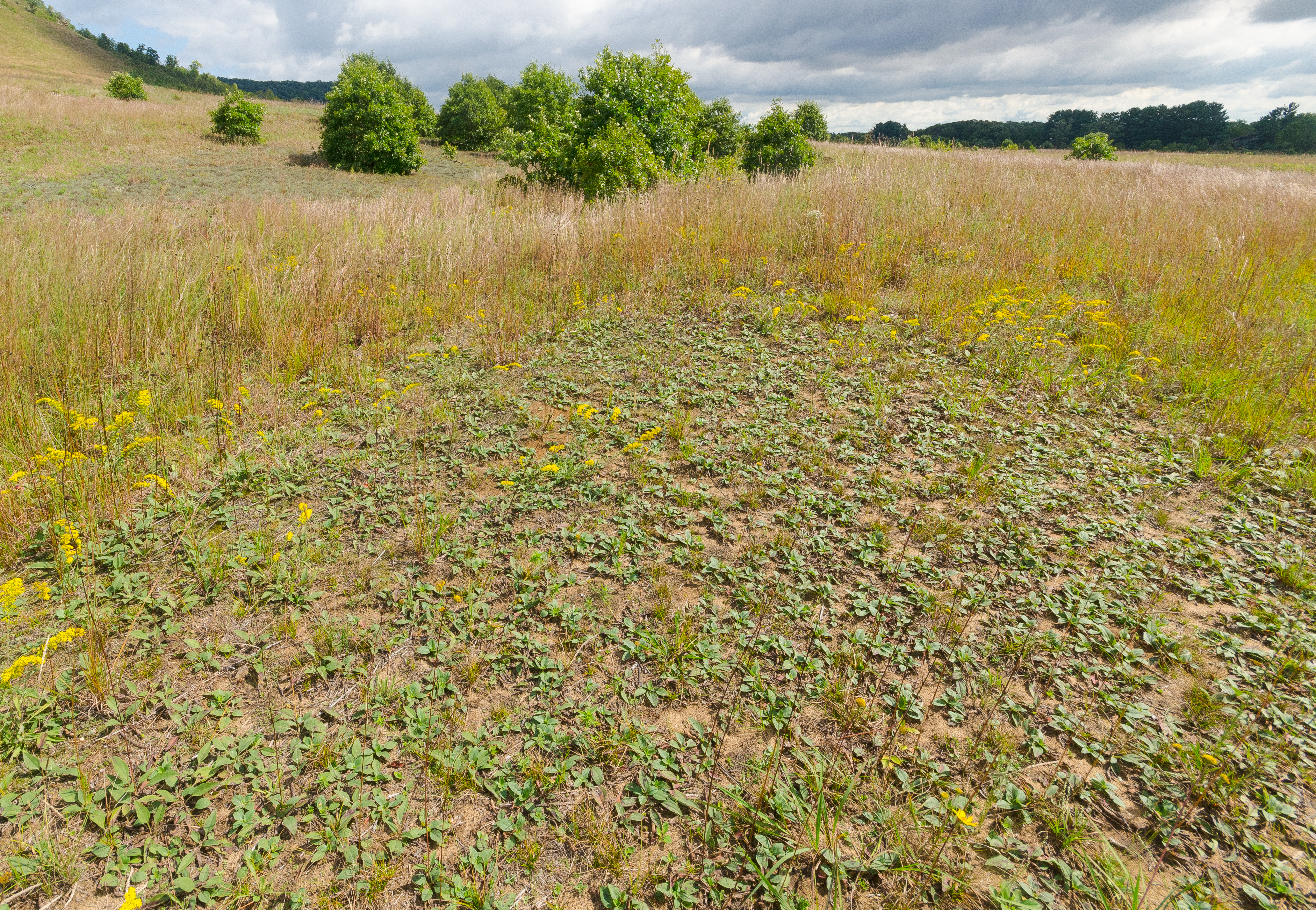
Druh slunečnice Helianthus occidentalis tvoří díky alelopatii druhově takřka čisté porosty

Alelopatie (rovněž allelopatie, amenzalismus, antibióza či antagonismus) je jeden ze základních typů biologické interakce mezi dvěma či více organismy. Jeden organismus (inhibitor) ovlivňuje negativně druhý organismus (amenzál) chemickými látkami, které vypouští do prostředí. Může se jednat o jednu, nebo několik látek. Amenzál přitom na inhibitora nepůsobí nijak, tedy ani kladně, ani záporně.

## Historie
Zakladatelem oboru alelopatie byl brněnský rodák Hans Molisch (1856–1937). Termín alelopatie použil k definování biochemické interakce mezi rostlinami a také mezi rostlinami a mikroorganismy ve svém díle Der Einfluss einer Pflanze auf die andere Alleopathie (1937).

## Alelopatické látky
Alelopatické látky jsou sloučeniny produkované inhibitorovými organismy; mají značný význam v lékařství. Jedná se zejména o:
- antibiotika – produkovaná mikroorganismy (zpravidla houbami); inhibují růst jiných mikroorganismů; používají se při potlačování bakteriálních infekcí;
- fytoncidy – produkované vyššími rostlinami; inhibují růst bakterií a prvoků; léčivé rostliny používané v lidovém léčitelství obsahují právě fytoncidy;
- toxiny – jedovaté látky produkované bakteriemi nebo sinicemi; působí na vyšší rostliny i živočichy.

## Příklady
- Clostridium tetani – parazitická bakterie (kombinace parazitismu a amensalismu) produkující toxin tetanospazmin, který ochromuje nervovou soustavu, způsobuje křeče svalstva.
- Clostridium botulinum – bakterie produkující botulotoxin, účinný toxin, který se vytváří ve zkažených potravinách (konzervách).
- Penicillium – brání růstu grampozitivních bakterií.
- Cyanophyta, sinice – produkují toxiny, které mohou u člověka vyvolat kožní vyrážky, zánět spojivek a při konzumaci otravu.
- Juglans, ořešáky – produkují látku juglon toxickou pro většinu okolní vegetace. Juglon je obsažen v kořenech, listech a nezralých plodech. Déšť jej vymývá z listů a juglon skapává na zem a působí do šířky obvodu koruny stromu.
- Robinia pseudoacacia, trnovník akát – kořeny vylučují jedovaté látky, které působí toxicky na okolní rostliny.